# Dolly Haas

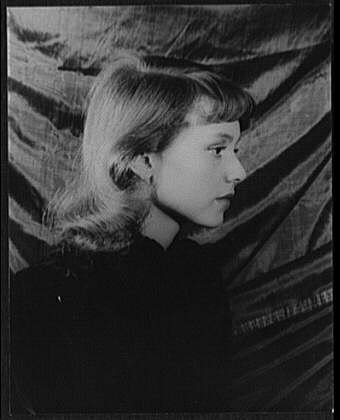
Dolly Haas (1940)

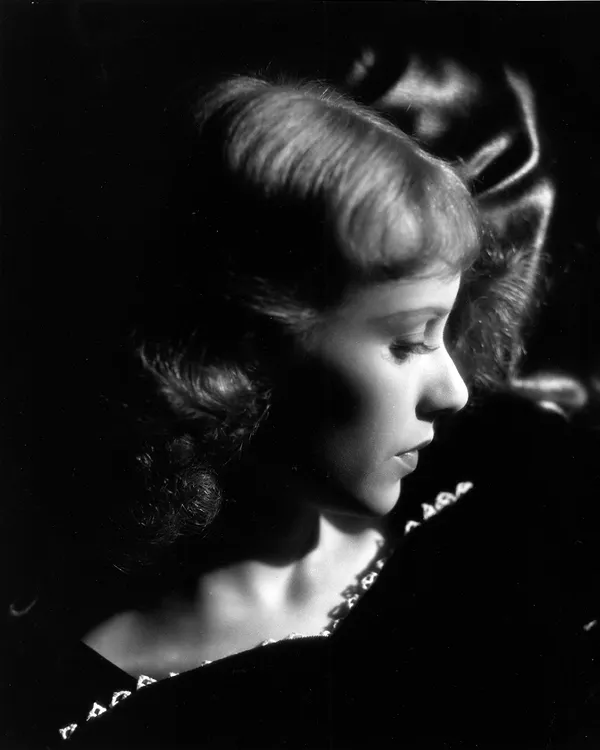
Dolly Haas (1936)

Dorothy Clara Louise Haas (geboren 29. April 1910 in Hamburg; gestorben 16. September 1994 in New York City) war eine deutschamerikanische Schauspielerin, die für Theater, Kabarett und Film arbeitete.

## Leben und Werk
Dolly Haas’ Eltern waren der britische Verlagsbuchhändler Charles Oswald Haas (1863–1922) und die Wienerin Margarete Hansen. Seit ihrem sechsten Lebensjahr erhielt sie Ballettunterricht von Olga Brandt-Knack. Sie besuchte die private jüdische Realschule für Mädchen von Jacob Loewenberg. Nach ihrem Schulabschluss trat sie in Berlin bei verschiedenen Bühnenveranstaltungen auf.
Ihr Talent als Tänzerin, Sängerin und Schauspielerin wurde schnell erkannt. Sie wirkte in vielen Revuen und vor 1936 in 16 deutschen Spielfilmen mit, in denen die zierliche Darstellerin oft in Hosenrollen zu sehen ist: So geht sie in Liebeskommando an Stelle ihres Bruders zum Militär und legt als Der Page vom Dalmasse-Hotel Betrügern das Handwerk.
Nach der Machtergreifung durch die Nationalsozialisten emigrierte Haas 1936 aus Deutschland und arbeitete in Großbritannien weiter. 1938 siedelte sie nach Amerika über und wurde 1940 US-Bürgerin. Da Filmangebote ausblieben, spielte sie erfolgreich Theater am Broadway. Alfred Hitchcock besetzte sie in seinem 1953 entstandenen Thriller Ich beichte als Ehefrau von O. E. Hasse. Im Jahr 1987 wirkte Haas in Rosa von Praunheims Film Dolly, Lotte und Maria mit.
Dolly Haas war in erster Ehe mit Hans (John) Brahm und von 1943 bis zu ihrem Tode mit dem Karikaturisten Al Hirschfeld verheiratet, mit dem sie die Tochter Nina (geboren 1945) hatte.

## Filmografie (Auswahl)
- 1930: Eine Stunde Glück
- 1930: Dolly macht Karriere
- 1931: Der Ball
- 1931: Der brave Sünder
- 1931: Liebeskommando
- 1932: Ein steinreicher Mann
- 1932: Es wird schon wieder besser
- 1932: Scampolo, ein Kind der Straße
- 1932: Großstadtnacht
- 1933: So ein Mädel vergißt man nicht
- 1933: Die kleine Schwindlerin
- 1933: Das häßliche Mädchen
- 1933: Kleines Mädel – großes Glück
- 1933: Der Page vom Dalmasse-Hotel
- 1934: Ein Mädel mit Tempo
- 1934: Girls Will Be Boys
- 1935: Warum lügt Fräulein Käthe?
- 1936: Broken Blossoms
- 1936: Spy of Napoleon
- 1949: Riviera (US-Fernsehfilm)
- 1953: Ich beichte
- 1954: The Fugitive (Serie Armstrong Circle Theatre)
- 1956: Regarding File Number 4356 (Fernsehfilm)

## Auszeichnungen
- 1975: Bundesfilmpreis (Ehrenpreis)